# Тэлбот, Лайл
Лайл Тэлбот (англ. Lyle Talbot), имя при рождении Лайл Хендерсон (англ.  Lisle Henderson) (8 февраля 1902 года — 2 марта 1996 года) — американский актёр, более всего известный своими киноработами 1930-х годов, а также работой на телевидении в 1950-е годы.
За свою карьеру, охватившую более 50 лет, Тэлбот сыграл более чем в 150 фильмах, сначала как романтический герой, а позднее как характерный актёр и звезда фильмов категории В. К числу его наиболее значимых картин относятся «Трое в паре» (1932), «20 000 лет в Синг-Синге» (1932), «Больше никаких орхидей» (1932), «Леди, о которых говорят» (1933) и «Туман над Фриско» (1934). В 1950-е годы он сотрудничал с печально известным режиссёром Эдом Вудом, сыграв, в частности, в легендарном фильме «План 9 из открытого космоса» (1959).
Начиная с 1950 года, Тэлбот много работал на телевидении, где наибольшую известность ему принесла роль беспокойного соседа в популярном ситкоме «Приключения Оззи и Харриетт» (1952-66).
В 1935 году Тэлбот стал одним из 24 основателей Гильдии киноактёров и входил в её совет.

## Ранние годы жизни и начало карьеры
Лайл Тэлбот (имя при рождении — Лайл Хендерсон) родился 8 февраля 1902 года в Питтсбурге в семье странствующих эстрадных артистов. Согласно некоторым источникам, он родился на речном корабле, где выступали его родители. После ранней смерти матери его забрала на воспитание бабушка Мэри Голливуд Тэлбот, которая жила в небольшом городке Брэйнард в Небраске. С 17 лет, уже под именем Тэлбот, он стал выступать с гастролирующими театрами-шапито, сначала в качестве ассистента гипнотизёра и фокусника, а затем и с собственной программой.
Затем красивый Тэлбот попробовал попробовать свои силы в репертуарном театре в Небраске в качестве исполнителя главных ролей, а в 1930 году в возрасте 28 лет сформировал в Нэшвилле (по другим сведениям — в Мемфисе) собственную труппу Lyle Talbot Players. Голливудский агент, увидев в Хьюстоне его игру, пригласил молодого актёра на кинопробы для новых для того времени звуковых фильмов, и, «как и многие другие энергичные исполнители 1920-х годов, Тэлбот направился в Голливуд».

## Карьера в кино в 1930-е годы
Обладая красивой внешностью и богатым баритоном, в 1931 году Тэлбот быстро подписал контракт со студией Warner Bros. Наиболее продуктивный и успешный период в кинокарьере Тэлбота приходится на первую половину 1930-х годов, когда «в течение 1932-34 годов он сыграл в невероятных 28 фильмах, главным образом, для Warner Bros и First National». Как говорил Тэлбот: «Я играл всё, что угодно, и вообще всё». В этот период Тэлбот неоднократно играл значимые роли второго плана или был второй звездой в компании многих звёзд своего времени.

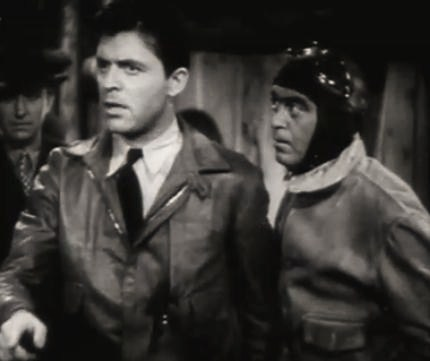
Лайл Тэлбот в фильме «Убийство в небесах» (1934)

Его первой значимой картиной стала романтическая комедия «Любовь — это рэкет» (1932) с Дугласом Фэрбенксом-младшим и Энн Дворак, где Тэлбот был гангстером. В том же году он сыграл в успешной тюремной драме «20 000 лет в Синг-Синге» (1932) со Спенсером Трейси и Бетт Дейвис, создав образ образованного и умного заключённого, который готовит изощрённый побег из тюрьмы, заканчивающийся провалом и в итоге его самоубийством. В том же году он сыграл с Кэрол Ломбард пару плохо совместимых любовников в романтической комедии «Больше никаких орхидей» (1932). Затем последовали роль связанного с преступниками богемного плейбоя, соблазняющего несчастную героиню Энн Дворак, в криминальной мелодраме «Трое в паре» (1932), а также роль гангстера, влюблённого в певицу ночного клуба в исполнении Барбары Стэнвик, в мелодраме «Цена покупки» (1932). В аренде на студии Monogram Pictures Тэлбот сыграл главную роль в паре с Джинджер Роджерс в двух увлекательных комедийных триллерах — «Тринадцатый гость» (1932) и «Вопль в ночи» (1933), которые продолжали включать в программу сдвоенных сеансов кинотеатров вплоть до 1940-х годов.

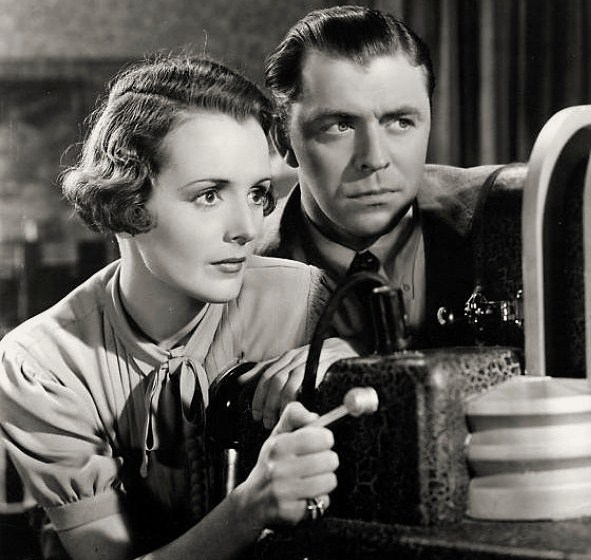
Лайл Тэлбот и Мэри Астор в фильме «Захваченные телевидением» (1936)

В 1933 году в тюремной драме «Леди, о которых говорят» (1933) со Стэнвик в главной роли Тэлбот сыграл главаря банды грабителей, который гибнет при побеге из тюрьмы. Год спустя в мелодраме «Пропавшая леди» (1934) Тэлбот сыграл адвоката, увлечённого героиней в исполнении Стэнвик, а в криминальной мелодраме «Туман над Фриско» (1934) он был женихом развращённой и коварной светской дамы в исполнении Дейвис, которая вымогает у него деньги. Кроме того, Тэлбот был пьющим врачом в мелодраме «Мандалай» (1934) с Кэй Фрэнсис, гангстером — в криминальной мелодраме «Зарница» (1934) с Дворак и поклонником оперной звезды (Грейс Мур) в романтическом мюзикле «Одна ночь любви» (1934). Год спустя он сыграл в мелодраме «Наша маленькая девочка» (1935) с Ширли Темпл и исполнил роль журналиста в романтической комедии «Мисс Глори» (1935) с Мэрион Дэвис, также пытался ухаживать за кинозвездой в исполнении Мэй Уэст в комедии «Мэй Уэст навсегда» (1936).
Как написала в «Лос-Анджелес Таймс» обозреватель Мирна Оливер, в 1935 году Тэлбот «не побоялся гнева студий, когда стал одним из 24 членов-основателей Гильдии киноактёров. Он был единственным из актёров-диссидентов, кто на тот момент имел студийный контракт, и студия немедленно понизила его с романтических главных ролей до характерных ролей». После этого «стало очевидно, что Тэлбот не станет звездой». Однако, хотя его участие в деятельности Гильдии злило некоторых руководителей студий, актёр никогда не искал работы. До конца жизни Тэлбот охотно и с гордостью демонстрировал свой членский билет Гильдии за № 4.

## Карьера во время Второй мировой войны
С марта 1940 по сентябрь 1941 года Тэлбот играл главную роль в успешной бродвейской комедии «Отдельные комнаты», которая выдержала 613 представлений. Это была его единственная роль на Бродвее.
Во время Второй мировой войны в возрасте 40 лет Тэлбот поступил на службу в армию, где в ранге сержанта ВВС занимался организацией досуга военнослужащих.

## Кинокарьера после окончания Второй мировой войны
В 1940-е годы Тэлбот редко получал значимые роли, играя в основном в фильмах категории В. В качестве фрилансера он продолжал сниматься как на крупных, так и на бедных студиях, однако «часто это были незапоминающиеся ленты».
В 1949 году Тэлбот сыграл положительную роль комиссара Гордона в киносериале из 15 частей «Бэтмэн и Робин» (1949), а год спустя предстал в образе учёного-суперзлодея Лекса Лютера в киносериале из 15 частей «Атомный человек против Супермена» (1950). Кроме того, он сыграл небольшие роли в фильмах нуар «Странное воплощение» (1946), «Шарф» (1951), «Внезапная опасность» (1955) и «Город страха» (1959), а также эпизодические роли (без указания в титрах) в таких крупнобюджетных картинах, как биографическая музыкальная лента «С песней в моём сердце» (1952) с Сьюзен Хэйворд и музыкальная комедия «Нет такого бизнеса, как шоу-бизнес» (1954) с Мерилин Монро.

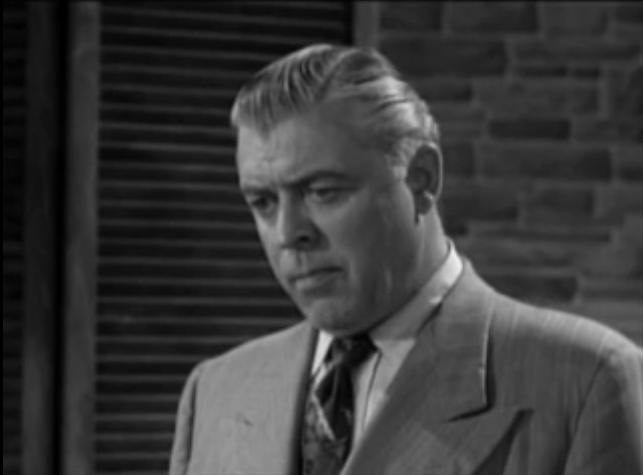
Лайл Тэлбот в фильме «Тюрьма Бэйт» (1954)

Как отмечено в биографии актёра на AllMovie, «похоже, готовый играть у любого, кто заплатит цену, Тэлбот без колебаний появлялся и в дешёвых хоррорах 1950-х годов». По словам критика Рэя Дельгадо, в этот период «Тэлбот работал с самыми разными актёрами и режиссёрами, включая знаменитого своей причудливостью Эда Вуда». В 1950-е годы во время профессионального простоя Тэлбот сделал с Вудом три фильма — «Глен или Гленда» (1953) о человеке, который нарушает социальные табу в своём восхищении перед ангорой и женским нижним бельём, экстравагантный фильм нуар «Тюрьма Бейт» (1954) с бесконечным гитарным сопровождением в стиле фламенко, и «вопиющая чепуха» «План 9 из открытого космоса» (1959), в которой «смешаны примитивные научные представления, зомби, воинственные пацифисты с другой планеты и безумные высказывания неистового футуриста». На вопрос, каково это работать с прославившимся своей бездарностью Вудом, Тэлбот отвечал, что режиссёр «никогда не забывал платить ему вперёд за каждый съёмочный день кучкой десятидолларовых бумажек».

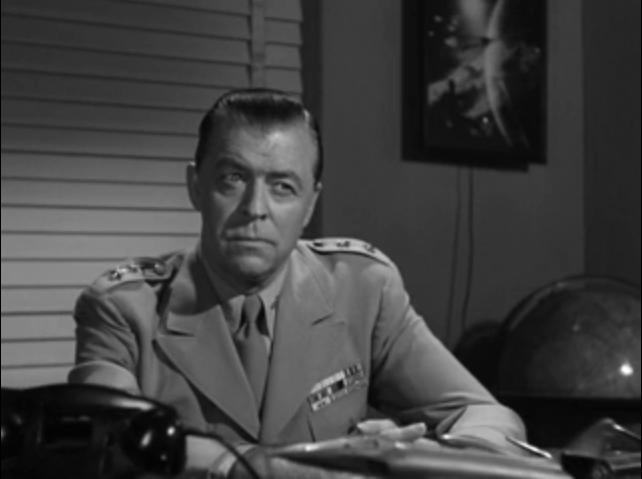
Лайл Тэлбот в фильме «План 9 из открытого космоса» (1959)

Последним фильмом актёра была высокобюджетная биографическая драма о Франклине Д. Рузвельте «Рассвет в Кампобелло» (1960), где Тэлбот сыграл роль неуклюжего торговца.

## Карьера на телевидении в 1950—1986 годах
С начала 1950-х годов Тэлбот стал много работать на телевидении, впервые появившись в 1950 году в роли банкира в вестерне-телесериале «Одинокий рейнджер», после чего до 1955 года сыграл разные роли ещё в четырёх эпизодах этого сериала. В 1955 году он сыграл различные роли в девяти эпизодах шпионского сериала «Опасное задание».
Сменив, по словам Оливер, «кинематографическое амплуа крутого парня на приятного соседа», Тэлбот сыграл в 91 эпизоде ситкома «Приключения Оззи и Харриет» (1955-66), где предстал в образе беспокойного соседа и лучшего друга Оззи Нельсона по имени Джо Рэндолф, который постоянно брал у Оззи инструменты и никогда их не возвращал, а также по наивности выдавал Гарриет маленькие тайны Оззи. В этот же период Тэлбот играл ещё одну постоянную роль в 21 эпизоде ситкома «Шоу Боба Каммингса», известном также как «Люблю этого Боба» (1955—1959). Здесь Тэлбот был бывшим военным лётчиком и армейским товарищем любвеобильного фотографа в исполнении Каммингса, который романтически ухаживал за его сестрой.
Тэлбот также имел постоянную роль подручного главного злодея в семи эпизодах фантастического телесериала про супергероя «Коммандо Коди: космический маршал Вселенной» (1955), играл различные роли в пяти эпизодах сериала «Порт» (1954-55) и двух эпизодах ситкома «Предоставьте это Биверу» (1958). Кроме того, он по три раза сыграл в вестерн-сериалах «Приключения Кита Карсона» (1952-54) и «Дни в долине смерти» (1952-54), а также четырежды был судьёй в вестерне «Киско Кид» (1950-54).
Как отметила Оливер, «хорошо знакомое лицо Тэлбота часто появлялось и в других многолетних телепрограммах», среди них «Шоу Джорджа Бёрнса и Грэйси Аллен» (1954-58, 7 эпизодов), «Шоу Реда Скелтона» (1957-64, 5 эпизодов), «Шоу Дэнни Томаса» (1962) и «Шоу Люси» (1963, 2 эпизода). Тэлбот также был гостевой звездой в таких популярных сериалах, как «Перри Мейсон» (1958), «Караван повозок» (1958), «Маверик» (1959), «Сыромятная плеть» (1959) и «Бонанза» (1961), а в 1967 году сыграл полковника Блейка в трёх эпизодах комедийного сериала «Деревенщина из Беверли». Он продолжал работать на телевидении до конца 1980-х годов, выступая гостевой звездой в таких телесериалах, как «Ангелы Чарли» (1979), «Дюки из Хаззарда» (1984), «Альфред Хичкок представляет» (1986), «А кто здесь босс?» (1986) и в своей последней роли в комедийном сериале «Ньюхарт» (1987).

## Актёрское амплуа и анализ творчества
Как отметил обозреватель «Нью-Йорк Таймс» Мел Гассоу, Тэлбот относится к числу тех актёров, «лицо которых более узнаваемо, чем их имя». За свою многолетнюю карьеру Тэлбот сыграл более чем в 150 фильмах в широком спектре жанров — в романтических комедиях, вестернах и гангстерских фильмах. Как отмечено в биографии актёра на Turner Classic Movies, «красивый, хорошо сложенный актёр с театральным опытом и широкой улыбкой, в 1931 году Тэлбот быстро нашёл себе работу в кино». «Одарённый изяществом и красотой светского ухажёра», в 1930-е годы он исполнял вторые главные роли на студии Warner Bros, а также играл героев в картинах категории В. По словам Гассоу, «с красивым лицом и бесстрастной манерой держаться, он играл друзей героев, и иногда исполнял главные роли, но всё-таки в большей степени был известен отрицательными ролями». В этот период его партнёршами были такие звёзды, как Бетт Дейвис, Энн Дворак, Джоан Блонделл, Кэрол Ломбард, Мэри Астор, Барбара Стэнвик, Джинджер Роджерс и Лоретта Янг, он играл вместе с Хамфри Богартом, Спенсером Трейси и Тайроном Пауэром.
В середине 1930-х годов Тэлбот стал одним из основателей Гильдии киноактёров, что привело к тому, что студия Warner Bros не стала продлевать с ним контракт, после чего уровень и качество ролей Тэлбота заметно снизились. Со второй половины 1940-х годов Тэлбот стал известен как сильный характерный актёр, с равным мастерством играя ковбоев, пиратов, детективов, копов, хирургов, психиатров, солдат, судей, редакторов газет, владельцев магазинов и боксёров. Как отмечено в биографии актёра на сайте AllMovie, «по мере того, как он лысел и становился всё шире, Тэлбот стал одним из самых загруженных работой злодеев Голливуда».
Тэлбот первым из актёров сыграл на экране двух значимых персонажей комиксов DC — комиссара Гордона в киносериале «Бэтмен и Робин» (1949) и суперзлодея Лекса Лютора в киносериале «Атомный человек против Супермена» (1950). Как отметила Мирна Оливер из «Лос-Анджелес Таймс», "Тэлбот был разносторонним актёром, способным играть всё, что угодно. Его можно описать как актёра, который всегда работал. В 1984 году он говорил нашей газете: «Всё очень просто. Я никогда не отказывался от работы, ни единого раза» и добавил: «Я работал в некоторых по-настоящему отвратительных вещах, в частности, в фильме „План 9 из открытого космоса“, который завоевал премию Золотая индейка как „худший когда-либо сделанный фильм“».
Помимо кино Тэлбот играл на Бродвее, гастролировал по стране с театральными труппами, выступал как фокусник, работал на радио и телевидении. С начала 1950-х годов и до конца 1980-х годов он очень много работал в телесериалах, играя персонажей по обе стороны закона, где его самой памятной работой стала постоянная роль беспокойного доброго соседа в ситкоме «Приключения Оззи и Харриет» (1955-66).

## Прочая деятельность
С середины 1930-х годов, помимо съёмок в кино, Тэлбот стал выступать в различных театральных шоу, а в 1940-41 годах сыграл в своей единственной бродвейской постановке «Отдельные комнаты». Позднее он играл капитана Брэкетта в мюзикле «Южные моря» (1967) в Линкольн-центре, а также гастролировал со спектаклями «Странная пара» (1968-69), «Лисички» (1970) и «Камелот» (1973). В 1972 году он поставил во Флориде со своими коллегами Оззи и Харриет Нелсон спектакль «Брачная карусель». Вплоть до конца 1970-х годов, Тэлбот продолжал гастролировать с театральными и эстрадными программами, «почивая ведущих местных ток-шоу неисчерпаемым резервом анекдотов о своём тридцатилетнем периоде пребывания в Голливуде».
В 1980-е годы он принимал участие в двух документальных фильмах, продюсером которых был его сын Стивен, выступая голосом Дэшила Хэмметта в «Деле Дэшила Хэмметта» (1982) и являясь закадровым рассказчиком в фильме «Мир без барьеров: африканские воспоминания Берилл Маркэм» (1986). После ухода на профессиональную пенсию, Тэлбот продолжал вести активную социальную жизнь и работал над мемуарами.

## Личная жизнь
У Тэлбота было несколько краткосрочных браков — с Элейн Малхиор (1930-32), Маргерет Этель Крамер (1937-40), Абигайль Адамс (1942) и Кивен Макклюр (1946-47), а также немало романтических увлечений. В 1948 году он женился в пятый раз на актрисе и певице Маргарет Кэрол Эппл. В тот момент ей было 20 лет, а он был 46-летним пьющим актёром. Под влиянием Эппл Тэлбот бросил пить. У пары родилось четверо детей, и они иногда работали вместе на сцене. Они оставались в браке на протяжении сорока лет вплоть до его смерти в 1989 году. Трое из четырёх детей Тэлбота — Стивен, Дэвид и Маргарет — стали известными журналистами, а Синтия стала врачом.

## Смерть
Лайл Тэлбот умер 2 марта 1996 года в своём доме в Сан-Франциско в возрасте 94 лет.

## Фильмография
| Год       |     | Русское название                                      | Оригинальное название                      | Роль                                                      |
| --------- | --- | ----------------------------------------------------- | ------------------------------------------ | --------------------------------------------------------- |
| 1931      | ф   | Незнакомец в городе                                   | Stranger in Town                           | Брайс                                                     |
| 1931      | кор | Тайна Клайда                                          | The Clyde Mystery                          | капитан полиции Дик Рагг                                  |
| 1932      | ф   | Порочная любовь                                       | Unholy Love                                | доктор Джером Престон «Джерри» Грегори                    |
| 1932      | ф   | Любовь – это рэкет                                    | Unholy Love                                | Эдди Шоу                                                  |
| 1932      | ф   | Цена покупки                                          | The Purchase Price                         | Эдди Филдс                                                |
| 1932      | ф   | Тринадцатый гость                                     | The Thirteenth Guest                       | Фил Уинстон                                               |
| 1932      | ф   | Клондайк                                              | Klondike                                   | доктор Роберт Кромвелл                                    |
| 1932      | ф   | Трое в паре                                           | Three on a Match                           | Майкл Лофтус                                              |
| 1932      | ф   | Больше никаких орхидей                                | No More Orchids                            | Тони Гейдж                                                |
| 1932      | ф   | 20 000 лет в Синг-Синге                               | 20,000 Years in Sing Sing                  | Бад Сондерс                                               |
| 1933      | ф   | Леди, о которых говорят                               | Ladies They Talk About                     | Дон                                                       |
| 1933      | ф   | Пропавшая девушка                                     | Girl Missing                               | Рэймонд Фокс                                              |
| 1933      | ф   | Жизнь Джимми Долана                                   | The Life of Jimmy Dolan                    | Док Вудс                                                  |
| 1933      | ф   | Она была вынуждена согласиться                        | She Had to Say Yes                         | Дэниел Дрю                                                |
| 1933      | ф   | Мэри Стивенс, врач                                    | Mary Stevens, M.D.                         | Дон Эндрюс                                                |
| 1933      | ф   | Вопль в ночи                                          | A Shriek in the Night                      | Тед Корд                                                  |
| 1933      | ф   | Студенческий тренер                                   | College Coach                              | Бак Уивер                                                 |
| 1933      | ф   | Гаванские вдовы                                       | Havana Widows                              | Боб Джонс                                                 |
| 1934      | ф   | Мандалай                                              | Mandalay                                   | доктор Грегори Бёртон                                     |
| 1934      | ф   | Зарница                                               | Heat Lightning                             | Джефф                                                     |
| 1934      | ф   | Медицинская сестра                                    | Registered Nurse                           | доктор Грегг Коннолли                                     |
| 1934      | ф   | Туман над Фриско                                      | Fog Over Frisco                            | Спенсер Карлтон                                           |
| 1934      | ф   | Возвращение террора                                   | Return of the Terror                       | доктор Леонард Гудман                                     |
| 1934      | ф   | Дело о драконе-убийце                                 | The Dragon Murder Case                     | Дейл Лиланд                                               |
| 1934      | ф   | Одна ночь любви                                       | One Night of Love                          | Билл Хьюстон                                              |
| 1934      | ф   | Пропавшя леди                                         | A Lost Lady                                | Нил                                                       |
| 1934      | ф   | Убийство в облаках                                    | Murder in the Clouds                       | «Трёхзвёздный» Боб Хэлси                                  |
| 1935      | ф   | Красные горячие шины                                  | Red Hot Tires                              | Уоллес Сторм                                              |
| 1935      | ф   | Пока пациент спал                                     | While the Patient Slept                    | Росс Лонеган                                              |
| 1935      | ф   | Это случилось в Нью-Йорке                             | It Happened in New York                    | Чарли Барнс                                               |
| 1935      | ф   | Наша малышка                                          | Our Little Girl                            | Рольф Брент                                               |
| 1935      | ф   | Отряд Китайского квартала                             | Chinatown Squad                            | Тед Лейси                                                 |
| 1935      | ф   | Горючее для ламп Китая                                | Oil for the Lamps of China                 | Джим                                                      |
| 1935      | ф   | Мисс Глори                                            | Page Miss Glory                            | Слэттери                                                  |
| 1935      | ф   | Дело о счастливых ножках                              | The Case of the Lucky Legs                 | доктор Дорэй                                              |
| 1935      | ф   | Певица с Бродвея                                      | Broadway Hostess                           | Лакки                                                     |
| 1936      | ф   | Дамба Болдера                                         | Boulder Dam                                | Лэйси                                                     |
| 1936      | ф   | Поющий ребенок                                        | The Singing Kid                            | Роберт «Боб» Кейри                                        |
| 1936      | ф   | Закон в её руках                                      | The Law in Her Hands                       | Фрэнк «Легс» Гордон                                       |
| 1936      | ф   | Аристократ совершает убийство                         | Murder by an Aristocrat                    | доктор Аллен Кэрик                                        |
| 1936      | ф   | Захваченные телевидением                              | Trapped by Television                      | Фред Деннис                                               |
| 1936      | ф   | Мэй Уэст навсегда                                     | Go West Young Man                          | Фрэнсис Кс. Харриган                                      |
| 1936      | ф   | Не лезь в чужие дела                                  | Mind Your Own Business                     | Крейн                                                     |
| 1937      | ф   | Романы Кэппи Рикса                                    | Affairs of Cappy Ricks                     | Билл Пек                                                  |
| 1937      | ф   | Какова цена мести                                     | What Price Vengeance                       | «Динамит» Хоган/Том Коннорс                               |
| 1937      | ф   | Три легионера                                         | Three Legionnaires                         | рядовой Джимми Бартон                                     |
| 1937      | ф   | Поезд на запад                                        | West Bound Limited                         | Дейв Толливер, он же Боб Кёрк                             |
| 1937      | ф   | Второй медовый месяц                                  | Second Honeymoon                           | Боб Бентон                                                |
| 1938      | ф   | Перемена                                              | Change of Heart                            | Филлип Ривс                                               |
| 1938      | ф   | Зов Юкона                                             | Call of the Yukon                          | Хьюго Хендерсон                                           |
| 1938      | ф   | Одна безумная ночь                                    | One Wild Night                             | певец Мартин                                              |
| 1938      | ф   | Ворота                                                | Gateway                                    | Генри Портер                                              |
| 1938      | ф   | Странник из Арканзаса                                 | The Arkansas Traveler                      | Мэтт Коллинз                                              |
| 1938      | ф   | Я обвинён                                             | I Stand Accused                            | Чарльз Истман                                             |
| 1939      | ф   | Поддельный паспорт                                    | Forged Passport                            | Джек Скотт                                                |
| 1939      | ф   | Они об этом просили                                   | They Asked for It                          | Марти Коллинз                                             |
| 1939      | ф   | Вторая скрипка                                        | Second Fiddle                              | Уилли Хоггер                                              |
| 1939      | ф   | Корабль пыток                                         | Torture Ship                               | лейтенант Боб Беннетт                                     |
| 1939      | ф   | Чудо на главной улице                                 | Miracle on Main Street                     | Дик Портер                                                |
| 1940      | ф   | Он женился на своей жене                              | He Married His Wife                        | Пол Хантер                                                |
| 1940      | ф   | Организатор досрочных освобождений                    | Parole Fixer                               | Росс Уоринг                                               |
| 1942      | ф   | Она в армии                                           | She's in the Army                          | капитан армии Стив Расселл                                |
| 1942      | ф   | Они нападают по ночам                                 | They Raid by Night                         | капитан Роберт Оуэн                                       |
| 1942      | ф   | Слон Мексиканской амазонки                            | Mexican Spitfire's Elephant                | Редди                                                     |
| 1943      | ф   | Отважный человек                                      | Man of Courage                             | Джордж Диксон                                             |
| 1943      | ф   | Ночь для преступления                                 | A Night for Crime                          | Джо Пауэлл                                                |
| 1943      | ф   | Самый худший человек в мире                           | The Meanest Man in the World               | Билл Поттс (в титрах не указан)                           |
| 1944      | ф   | В армию                                               | Up in Arms                                 | сержант Гелси                                             |
| 1944      | ф   | Сокол на Западе                                       | The Falcon Out West                        | Текс Ирвин                                                |
| 1944      | ф   | Выбор игрока                                          | Gambler's Choice                           | Уэлдон «Жёлтые перчатки»                                  |
| 1944      | ф   | Это твои родители?                                    | Are These Our Parents?                     | Джордж Кент                                               |
| 1944      | ф   | Сенсации 1945-го года                                 | Sensations of 1945                         | Рэндалл                                                   |
| 1944      | ф   | Праздник южных штатов                                 | Dixie Jamboree                             | Энтони «Тони» Сарделл                                     |
| 1944      | ф   | След к прицелу                                        | Trail to Gunsight                          | маршал США Билл Холлистер                                 |
| 1944      | ф   | Тайна речной лодки                                    | Mystery of the River Boat                  | Рудольф Толлер                                            |
| 1944      | ф   | Одного тела слишком много                             | One Body Too Many                          | Джим Дэйвис                                               |
| 1946      | ф   | Город оружия                                          | Gun Town                                   | Лакки Дорган                                              |
| 1946      | ф   | Убийство – это моё дело                               | Murder Is My Business                      | Бьюэлл Ренслоу                                            |
| 1946      | ф   | Песня в Аризоне                                       | Song of Arizona                            | Кинг Блейн                                                |
| 1946      | ф   | Странное воплощение                                   | Strange Impersonation                      | инспектор Малой                                           |
| 1946      | ф   | Чик Картер, детектив                                  | Chick Carter, Detective                    | Чик Картер                                                |
| 1946      | кор | К северу от границы                                   | North of the Border                        | сержант Джек Крейг                                        |
| 1947      | ф   | Мститель: Боевой герой Запада                         | The Vigilante: Fighting Hero of the West   |                                                           |
| 1947      | ф   | Улица опасности                                       | Danger Street                              | Чарльз Джонсон                                            |
| 1948      | ф   | Дьявольский груз                                      | Devil's Cargo                              | Джонни Морелло                                            |
| 1948      | ф   | Порочный круг                                         | The Vicious Circle                         | Миллер                                                    |
| 1948      | ф   | Джо Палука в фильме Победитель получает всё           | Joe Palooka in Winner Take All             | Хинерсон                                                  |
| 1948      | ф   | Джо Гром в соснах                                     | Thunder in the Pines                       | Ник Рулейд                                                |
| 1948      | ф   | Условное-досрочное освобождение                       | Parole, Inc.                               | комиссар полиции Хьюз                                     |
| 1948      | ф   | Свидание с убийцей                                    | Appointment with Murder                    | Фред Мюллер                                               |
| 1948      | ф   | Быстр на спусковом крючке                             | Quick on the Trigger                       | Гарви Ягер                                                |
| 1948      | ф   | Шеп идёт домой                                        | Shep Comes Home                            | доктор Уилсон                                             |
| 1948      | ф   | Шоссе 13                                              | Highway 13                                 | корпоративный детектив                                    |
| 1949      | ф   | Джо Палука в большом бою                              | Joe Palooka in the Big Fight               | лейтенант Малдун                                          |
| 1949      | ф   | Сражающиеся дураки                                    | Fighting Fools                             | Блинки Харрис                                             |
| 1949      | ф   | Мятежники                                             | The Mutineers                              | капитан Джим Данкан                                       |
| 1949      | ф   | Небесный дракон                                       | The Sky Dragon                             | Эндрю Дж. Барретт                                         |
| 1949      | ф   | Бэтмен и Робин (киносериал)                           | Batman and Robin                           | комиссар Джим Гордон                                      |
| 1949      | ф   | Ритм Миссисипи                                        | Mississippi Rhythm                         |                                                           |
| 1949      | ф   | У ринга                                               | Ringside                                   | радиоведущий                                              |
| 1949      | ф   | Сорняк                                                | Wild Weed                                  | капитан Хейс                                              |
| 1950      | ф   | Женщины Дэлтонов                                      | The Daltons' Women                         | Джим Торн                                                 |
| 1950      | ф   | Все танцуют                                           | Everybody's Dancin'                        | контрактор                                                |
| 1950      | ф   | Одноглазый Джонни                                     | Johnny One-Eye                             | чиновник в офисе окружного прокурора                      |
| 1950      | ф   | Шампанское для Цезаря                                 | Champagne for Caesar                       | руководитель №2                                           |
| 1950      | ф   | Счастливые проигравшие                                | Lucky Losers                               | Брюс Макдермотт                                           |
| 1950      | ф   | Федеральный агент                                     | Federal Man                                | агент Джонсон                                             |
| 1950      | ф   | Атомный человек против Супермена (киносериал)         | Atom Man vs. Superman                      | Лютор/Атомный человек                                     |
| 1950      | ф   | Большая древесина                                     | Big Timber                                 | лесоруб №1                                                |
| 1950      | ф   | Пограничные рейнджеры                                 | Border Rangers                             | капитан рейнджеров Маклейн                                |
| 1950      | ф   | Восстание чероки                                      | Cherokee Uprising                          | главный маршал                                            |
| 1950      | ф   | Большой куш                                           | The Jackpot                                | Фред Бёрнс                                                |
| 1950      | ф   | Агент по доходам                                      | Revenue Agent                              | Огустус «Гас» Кинг                                        |
| 1950      | ф   | История Дюпона                                        | The Du Pont Story                          | Юджин Дюпон                                               |
| 1950      | ф   | Одного достаточно                                     | One Too Many                               | мистер Бойер                                              |
| 1950      | с   | Дик Трейси (7 эпизодов)                               | Dick Tracy                                 | Б.Р. Эйн, он же Мозг                                      |
| 1950      | с   | Космический патруль                                   | Space Patrol                               | Кэдваладер                                                |
| 1950      | с   | Жизнь Райли                                           | The Life of Riley                          | окружной прокурор Филипс (в титрах не указан)             |
| 1950—1955 | с   | Одинокий рейнджер (5 эпизодов)                        | The Lone Ranger                            | разные роли                                               |
| 1950—1955 | с   | Циско Кид (4 эпизода)                                 | The Cisco Kid                              | разные роли                                               |
| 1951      | ф   | Засада в Колорадо                                     | Colorado Ambush                            | шериф Эд Ловери                                           |
| 1951      | ф   | Голубая кровь                                         | Blue Blood                                 | Тисдейл                                                   |
| 1951      | ф   | Путь в Эбелин                                         | Abilene Trail                              | доктор Мартин                                             |
| 1951      | ф   | Отпечатки пальцев не врут                             | Fingerprints Don't Lie                     | лейтенант полиции Грейсон                                 |
| 1951      | ф   | Ярость Конго                                          | Fury of the Congo                          | Грант                                                     |
| 1951      | ф   | Маска дракона                                         | Mask of the Dragon                         | лейтенант полиции Ральф Маклафлин                         |
| 1951      | ф   | Человек из Соноры                                     | Man from Sonora                            | шериф Марк Кейси                                          |
| 1951      | ф   | Смотр варьете                                         | Varieties on Parade                        | Лайл Толбот                                               |
| 1951      | ф   | Золотые всадники                                      | Gold Raiders                               | Таггарт                                                   |
| 1951      | ф   | Шарф                                                  | The Scarf                                  | городской детектив (в титрах не указан)                   |
| 1951      | ф   | Охота в джунглях                                      | Jungle Manhunt                             | доктор Митчелл Хеллер                                     |
| 1951      | ф   | Техасские защитники закона                            | Texas Lawmen                               | доктор Райли (в титрах не указан)                         |
| 1951      | ф   | Дневник пурпурного сердца                             | Purple Heart Diary                         | Майор Грин                                                |
| 1951      | ф   | Ковбои вне закона                                     | Lawless Cowboys                            | Рэнк, городской банкир (в титрах не указан)               |
| 1951      | ф   | Правосудие в Оклахоме                                 | Oklahoma Justice                           | Док Уиллоуби (в титрах не указан)                         |
| 1951      | ф   | Ураганный остров                                      | Hurricane Island                           | врач (в титрах не указан)                                 |
| 1951      | с   | Отряд                                                 | Racket Squad                               |                                                           |
| 1951      | с   | Время голливудского театра (2 эпизода)                | Hollywood Theatre Time                     | мистер Куигли                                             |
| 1951      | с   | Детектив на первую полосу (2 эпизода)                 | Front Page Detective                       | Большой Бутч Оливер                                       |
| 1951      | с   | Ред Райдер                                            | Red Ryder                                  | Мартин                                                    |
| 1951—1956 | с   | Приключения Дикого Билла Хикока (4 эпизода)           | Adventures of Wild Bill Hickok             | разные роли                                               |
| 1952      | ф   | Форпост отчаянных                                     | Desperadoes' Outpost                       | Уолтер Флеминг                                            |
| 1952      | ф   | Сын Джеронимо: Мститель апачи                         | Son of Geronimo: Apache Avenger            | полковник Фостер                                          |
| 1952      | ф   | Облава в Вайоминге                                    | Wyoming Roundup                            | Франклин                                                  |
| 1952      | ф   | Следопыт                                              | The Pathfinder                             | капитан британского корабля                               |
| 1952      | ф   | Старый Запад                                          | The Old West                               | Док Локвуд                                                |
| 1952      | ф   | Техасский город                                       | Texas City                                 | капитан Хэмилтон                                          |
| 1952      | ф   | Женщины вне закона                                    | Outlaw Women                               | судья Роджер Диксон                                       |
| 1952      | ф   | Африканские сокровища                                 | African Treasure                           | Рой Дехейвен, он же Пэт Гилрой                            |
| 1952      | ф   | Морской тигр                                          | Sea Tiger                                  | мистер Уильямс, страховщик                                |
| 1952      | ф   | Случай в Монтане                                      | Montana Incident                           | Муни                                                      |
| 1952      | ф   | Неукрощённые женщины                                  | Untamed Women                              | полковник Лорринг                                         |
| 1952      | ф   | Враждующие дураки                                     | Feudin' Fools                              | Большой Джим                                              |
| 1952      | ф   | Территория Канзаса                                    | Kansas Territory                           | Сэм Коллинс (в титрах не указан)                          |
| 1952      | ф   | С песней в моём сердце                                | With a Song in My Heart                    | директор радио (в титрах не указан)                       |
| 1952      | с   | Борцы с бандами (2 эпизода)                           | Gang Busters                               | Р.Кс. Хикс/доктор Джолайф                                 |
| 1952      | с   | Досье Джеффри Джонса                                  | The Files of Jeffrey Jones                 | Боб Йорк                                                  |
| 1952      | с   | Космический патруль                                   | Space Patrol                               | Кадваладер                                                |
| 1952      | с   | Терри и пираты                                        | Terry and the Pirates                      | Клайд Томпсон                                             |
| 1952      | с   | Театр «Корона» с Глорией Свансон                      | Crown Theatre with Gloria Swanson          |                                                           |
| 1952      | с   | Моя маленькая Марджи                                  | My Little Margie                           |                                                           |
| 1952      | с   | Семья Фишеров                                         | The Fisher Family                          |                                                           |
| 1952      | с   | Опасное задание (9 эпизодов)                          | Dangerous Assignment                       | разные роли                                               |
| 1952—1953 | с   | Горный всадник (4 эпизода)                            | The Range Rider                            | разные роли                                               |
| 1952—1953 | с   | Ковбои – федеральные агенты (3 эпизода)               | Cowboy G-Men                               | Хадсон/ветеринар Джон Вэнс/Оливер Бартлетт                |
| 1952—1954 | с   | Дни в долине смерти (4 эпизода)                       | Death Valley Days                          | разные роли                                               |
| 1952—1954 | с   | Приключения Сокола (2 эпизода)                        | Adventures of the Falcon                   | Уолтер Кэхилл/Чарльз Квентин                              |
| 1952—1954 | с   | Приключения Кита Карсона (2 эпизода)                  | The Adventures of Kit Carson               | Гарри Федиман/полковник Биллингс                          |
| 1952—1956 | с   | Театр звезд от «Шлиц» (3 эпизода)                     | Schlitz Playhouse of Stars                 | Фред Карлсон/Мадиган                                      |
| 1953      | ф   | Перекати-поле                                         | Tumbleweed                                 | Вебер                                                     |
| 1953      | ф   | Глен или Гленда                                       | Glen or Glenda                             | инспектор Уоррен                                          |
| 1953      | ф   | Белая молния                                          | White Lightning                            | Рокки Гибралтар                                           |
| 1953      | ф   | Подрезанные крылья                                    | Clipped Wings                              | капитан Блэр                                              |
| 1953      | ф   | Звезда Техаса                                         | Star of Texas                              | телеграфист                                               |
| 1953      | ф   | Первопроходцы                                         | Trail Blazers                              | помощник шерифа Маклейн                                   |
| 1953      | ф   | Вниз среди укрывающих пальм                           | Down Among the Sheltering Palms            | майор Джеральд Кёрвин (в титрах не указан)                |
| 1953      | ф   | Крылья орла                                           | Wings of the Hawk                          | Джонс (в титрах не указан)                                |
| 1953      | ф   | Великие приключения капитана Кидда                    | The Great Adventures of Captain Kidd       | чиновник в Бостоне (в титрах не указан)                   |
| 1953      | с   | Зеркальный театр от «Ревлон»                          | The Revlon Mirror Theater                  |                                                           |
| 1953      | с   | Моя маленькая Марджи                                  | My Little Margie                           |                                                           |
| 1953      | с   | Витрина Вашего ювелира                                | Your Jeweler's Showcase                    | лейтенант Роджерс                                         |
| 1953      | с   | Хопалонг Кэссиди                                      | Hopalong Cassidy                           | Стивен Робертс                                            |
| 1953      | с   | Шоу Джина Отри (4 эпизода)                            | The Gene Autry Show                        | разные роли                                               |
| 1953      | с   | Бостонский Блэки                                      | Boston Blackie                             |                                                           |
| 1953      | с   | Летний театр                                          | Summer Theatre                             |                                                           |
| 1953      | с   | Театр от «Шеврон» (2 эпизода)                         | Chevron Theatre                            |                                                           |
| 1953      | с   | Мистер и миссис Норт                                  | Mr. & Mrs. North                           | Дейв Джерард                                              |
| 1953      | с   | Шоу Роя Роджерса                                      | The Roy Rogers Show                        | Джон Закари                                               |
| 1953      | с   | Закон – это я                                         | I'm the Law                                | агент Джонсон                                             |
| 1953      | с   | Шоу Эбботта и Костелло                                | The Abbott and Costello Show               | Джимми Дилл                                               |
| 1953      | с   | Твоя любимая история (2 эпизода)                      | Your Favorite Story                        |                                                           |
| 1953      | с   | Топпер                                                | Topper                                     | мистер Молтон                                             |
| 1953—1957 | с   | Видеотеатр от «Люкс» (7 эпизодов)                     | Lux Video Theatre                          | разные роли                                               |
| 1953—1955 | с   | Кавалькада Америки (3 эпизодов)                       | Cavalcade of America                       |                                                           |
| 1954      | ф   | Торговец Том из китайских морей                       | Trader Tom of the China Seas               | Барент                                                    |
| 1954      | ф   | Стрелки Северо-запада                                 | Gunfighters of the Northwest               | инспектор Уилер                                           |
| 1954      | ф   | Тюрьма Бэйт                                           | Jail Bait                                  | инспектор Джонс                                           |
| 1954      | ф   | Капитан Кидд и рабыня                                 | Captain Kidd and the Slave Girl            | капитан Пейс                                              |
| 1954      | ф   | Нет такого бизнеса, как шоу-бизнес                    | There's No Business Like Show Business     | менеджер сцены (в титрах не указан)                       |
| 1954      | ф   | Стальная клетка                                       | The Steel Cage                             | Сквер, заключённый                                        |
| 1954      | ф   | Два револьвера и значок                               | Two Guns and a Badge                       | доктор (в титрах не указан)                               |
| 1954      | ф   | Тобор Великий                                         | Tobor the Great                            | адмирал (в титрах не указан)                              |
| 1954      | ф   | Безумный волшебник                                    | The Mad Magician                           | разносчик программок (в титрах не указан)                 |
| 1954      | тф  | История отца Джунипера Серры                          | The Story of Father Juniper Serra          | отец Креспи                                               |
| 1954      | с   | Это мой мальчик                                       | That's My Boy                              | тренер по футболу                                         |
| 1954      | с   | Гордость семьи                                        | The Pride of the Family                    | Фостер                                                    |
| 1954      | с   | Истории века                                          | Stories of the Century                     | полковник Мершам                                          |
| 1954      | с   | Свистун                                               | The Whistler                               | Фред Сайкс                                                |
| 1954      | с   | Общественный защитник (4 эпизода)                     | Public Defender                            | разные роли                                               |
| 1954      | с   | Студия 57 (2 эпизода)                                 | Studio 57                                  | Венделл Аткинсон / Арнхейм                                |
| 1954      | с   | История Джо Палуки                                    | The Joe Palooka Story                      | Ральф Пендлтон                                            |
| 1954      | с   | Отчаянный                                             | The Desperado                              | судья (в титрах не указан)                                |
| 1954—1955 | с   | Порт (5 эпизодов)                                     | Waterfront                                 | разные роли                                               |
| 1954—1955 | с   | Театр от «Пепси-Кола» (3 эпизода)                     | The Pepsi-Cola Playhouse                   | кондуктор в поезде                                        |
| 1954—1958 | с   | Декабрьская невеста (6 эпизодов)                      | December Bride                             | Билл Монахан/ мистер Винтерс/мистер Баттерфилд            |
| 1954—1958 | с   | Шоу Джорджа Бёрнса и Грейси Аллен (7 эпизодов)        | The George Burns and Gracie Allen Show     | разные роли                                               |
| 1955      | ф   | Внезапная опасность                                   | Sudden Danger                              | Гарри Вудрафф                                             |
| 1955      | ф   | Тюремные беглецы                                      | Jail Busters                               | Сай Боуман                                                |
| 1955      | тф  | Человек с камерой                                     | The Man with a Camera                      |                                                           |
| 1955      | с   | Коммандо Коди: небесный маршал Вселенной (7 эпизодов) | Commando Cody: Sky Marshal of the Universe | Бейлор                                                    |
| 1955      | с   | Перекрёстки                                           | Crossroads                                 | мистер Ходж                                               |
| 1955      | с   | Буффало Билл - младший                                | Buffalo Bill, Jr.                          | Джозеф Куигли                                             |
| 1955      | с   | Театр научной фантастики                              | Science Fiction Theatre                    | генерал Дотан                                             |
| 1955      | с   | Это великолепная жизнь                                | It's a Great Life                          | Эштон (2 эпизода)                                         |
| 1955      | с   | Театр камео                                           | Cameo Theatre                              |                                                           |
| 1955      | с   | Сцена 7                                               | Stage 7                                    |                                                           |
| 1955      | с   | Первый ряд по центру                                  | Front Row Center                           | Дядя Сид                                                  |
| 1955      | с   | Познакомьтесь с мистером Макналти                     | Meet Mr. McNutley                          | жертва ограбления                                         |
| 1955      | с   | Человек со значком                                    | The Man Behind the Badge                   | Уолтер Перри                                              |
| 1955      | с   | История Джо Палуки                                    | The Joe Palooka Story                      | Ральф Пендлтон                                            |
| 1955—1956 | с   | Джейн Уаймен представляет театр у камина (2 эпизода)  | Jane Wyman Presents The Fireside Theatre   | Венделл Аткинсон/Арнхейм                                  |
| 1955—1956 | с   | Приключения Рин Тин Тина (2 эпизода)                  | The Adventures of Rin Tin Tin              | Трой/Брэд Шотман                                          |
| 1955—1959 | с   | Шоу Боба Каммингса (21 эпизод)                        | The Bob Cummings Show                      | Пол Фонда                                                 |
| 1955—1966 | с   | Приключения Оззи и Харриет (91 эпизод)                | The Adventures of Ozzie and Harriet        | Джо Рэндольф                                              |
| 1956      | ф   | Звонить в отдел убийств                               | Calling Homicide                           | Тони Фуллер                                               |
| 1956      | ф   | Великий человек                                       | The Great Man                              | Гарри Коннорс                                             |
| 1956      | с   | Телевизионный театр от «Форд»                         | The Ford Television Theatre                | Эдди Клинг                                                |
| 1956      | с   | Звонок в отдел убийств                                | Calling Homicide                           | Тони Фуллер                                               |
| 1956      | с   | Великий человек                                       | The Great Man                              | Гарри Коннорс                                             |
| 1956      | с   | Программа Джека Бенни                                 | The Jack Benny Program                     | сержант Вандермеер                                        |
| 1956      | с   | Энни Оукли                                            | Annie Oakley                               | полковник Доусон/Па Виггинс                               |
| 1956      | с   | Личный секретарь                                      | Private Secretary                          |                                                           |
| 1956      | с   | Миллионер                                             | The Millionaire                            | Джо Прайс                                                 |
| 1956      | с   | Зал звёзд от «Шеврон»                                 | Chevron Hall of Stars                      |                                                           |
| 1956—1958 | с   | Утренний театр (4 эпизода)                            | Matinee Theatre                            |                                                           |
| 1957      | ф   | Бог – мой напарник                                    | God Is My Partner                          | доктор Уорбёртон, психиатр                                |
| 1957      | ф   | Печально известный мистер Монкс                       | The Notorious Mr. Monks                    | Леонардо, прокурор                                        |
| 1957      | с   | Истории Уэллс-Фарго                                   | Tales of Wells Fargo                       | репортёр                                                  |
| 1957      | с   | Театр тайн Джорджа Сэндерса                           | The George Sanders Mystery Theater         |                                                           |
| 1957      | с   | Театр научной фантастики                              | Science Fiction Theatre                    | генерал Дотэм                                             |
| 1957      | с   | Эй, Дженни!                                           | Hey, Jeannie!                              | Адамс                                                     |
| 1957      | с   | Доктор Кристиан                                       | Dr. Christian                              | Вуд                                                       |
| 1957      | с   | Люди Аннаполиса                                       | Men of Annapolis                           | мистер Кирби                                              |
| 1957      | с   | Сломанная стрела                                      | Broken Arrow                               | судья Джадд Хиншоу                                        |
| 1957—1964 | с   | Шоу Реда Скелтона (5 эпизодов)                        | The Red Skelton Show                       | разные роли                                               |
| 1958      | ф   | Тайна средней школы                                   | High School Confidential!                  | Уильям Ремингтон Кейн                                     |
| 1958      | ф   | Горячий ангел                                         | The Hot Angel                              | Вэн Ричардс                                               |
| 1958      | с   | Рейс                                                  | Flight                                     |                                                           |
| 1958      | с   | Горячий ангел                                         | The Hot Angel                              | Вэн Ричардс                                               |
| 1958      | с   | Преследование                                         | Pursuit                                    |                                                           |
| 1958      | с   | Предоставьте это Биверу (2 эпизода)                   | Leave It to Beaver                         | Чак Деннисон                                              |
| 1958      | с   | Подозрение                                            | Suspicion                                  | Сид Каммингс                                              |
| 1958      | с   | Знакомьтесь с Макгроу                                 | Meet McGraw                                | Карл Мэддон                                               |
| 1958      | с   | Первая студия                                         | Studio One                                 | Трент                                                     |
| 1958      | с   | Печально известный мистер Монкс                       | The Notorious Mr. Monks                    | Леонардо, прокурор                                        |
| 1958      | с   | Команда М                                             | M Squad                                    | Пол Кроули                                                |
| 1958      | с   | Перри Мейсон                                          | Perry Mason                                | Майкл Гарвин - старший                                    |
| 1958—1959 | с   | Беспокойное оружие (2 эпизода)                        | The Restless Gun                           | Морт Аскинс/Док Аптон                                     |
| 1958—1960 | с   | Караван повозок (2 эпизода)                           | Wagon Train                                | Джеймсон / Кен Милфорд                                    |
| 1959      | ф   | План 9 из открытого космоса                           | Plan 9 from Outer Space                    | генерал Робертс                                           |
| 1959      | ф   | Город страха                                          | City of Fear                               | шеф Дженсен                                               |
| 1959      | с   | Сыромятная плеть                                      | Rawhide                                    | доктор Отис Грэй                                          |
| 1959      | с   | Шоу Энн Сотерн                                        | The Ann Sothern Show                       | Эдди                                                      |
| 1959      | с   | Кольт 45 калибра                                      | Colt .45                                   | шериф Клайд Чэдвик                                        |
| 1959      | с   | Симаррон                                              | Cimarron City                              | Фрэнк Харви                                               |
| 1959      | с   | Полковник Хамфри Флэк                                 | Colonel Humphrey Flack                     | Рексфорд                                                  |
| 1959      | с   | Специальный агент 7                                   | Special Agent 7                            |                                                           |
| 1959      | с   | Маверик                                               | Maverick                                   | Мартин Скотт                                              |
| 1959      | с   | Шоу Дины Шор от «Шеви» The Dinah Shore Chevy Show     | Оригинальное название неизвестно           |                                                           |
| 1960      | ф   | Восход солнца в Кампобелло                            | Sunrise at Campobello                      | доктор Бриммер                                            |
| 1960      | с   | Сёрфсайд 6                                            | Surfside 6                                 | Алан Крэндалл                                             |
| 1960      | с   | Ангел                                                 | Angel                                      |                                                           |
| 1960      | с   | Сажать в тюрьму                                       | Lock Up                                    | шериф Доун                                                |
| 1960      | с   | Гавайский глаз                                        | Hawaiian Eye                               | Джордж Уоллес                                             |
| 1960      | с   | Шоу от «Дюпон» с Джун Эллисон                         | The DuPont Show with June Allyson          | мистер Андерс                                             |
| 1960      | с   | Ричард Даймонд, частный детектив                      | Richard Diamond, Private Detective         | Виктор Лонг                                               |
| 1961      | с   | Семья Маккой                                          | The Real McCoys                            | мистер Дафф                                               |
| 1961      | с   | Дилижанс на запад                                     | Stagecoach West                            | Хэл Франклин                                              |
| 1961      | с   | Ревущие 20-е                                          | The Roaring 20's                           | Харрис                                                    |
| 1961      | с   | Мистер Эд                                             | Mister Ed                                  | Джордж Хауснер                                            |
| 1961      | с   | Бонанза                                               | Bonanza                                    | красивый парень в баре                                    |
| 1961      | с   | Представитель закона                                  | Lawman                                     | Орвилл Ластер                                             |
| 1962      | с   | Деннис-мучитель                                       | Dennis the Menace                          | мэр                                                       |
| 1962      | с   | Освободите место для папочки                          | Make Room for Daddy                        | доктор Кроуфорд                                           |
| 1962      | с   | 87-й участок                                          | 87th Precinct                              | Вуди Гейнор                                               |
| 1962—1963 | с   | Широкий край (2 эпизода)                              | Wide Country                               | Гарри Китинг / Уилт Марлоу                                |
| 1962—1967 | с   | Деревенщина из Беверли-Хиллз (4 эпизода)              | The Beverly Hillbillies                    | полковник Блейк / второй психиатр                         |
| 1963      | с   | Шоу Люси (2 эпизода)                                  | The Lucy Show                              | Говард Уилкокс / мистер Станфорд                          |
| 1963      | с   | Арест и судебное разбирательство                      | Arrest and Trial                           | Фил Пейдж                                                 |
| 1963      | с   | Бен Джеррод                                           | Ben Jerrod                                 | лейтенант полиции Чоутс                                   |
| 1964      | с   | Станция Юбочкино                                      | Petticoat Junction                         | мистер Чивер                                              |
| 1964      | с   | Боб Хоуп представляет театр от «Крайслер»             | Bob Hope Presents the Chrysler Theatre     | Гибралтер                                                 |
| 1964      | с   | Сансет-Стрип, 77                                      | 77 Sunset Strip                            | Татум                                                     |
| 1965      | с   | Бежать ради жизни                                     | Run for Your Life                          | Стивен Блейкли                                            |
| 1965—1971 | с   | Зеленые просторы (3 эпизода)                          | Green Acres                                | губернатор Картейрс / сенатор Лайл Тэлбот / Хорас Беннетт |
| 1965—1966 | с   | Ларедо (2 эпизлда)                                    | Laredo                                     | Фрэнк Николсон / шериф                                    |
| 1968      | с   | Облава 1967                                           | Dragnet 1967                               | Уильям Джозеф Корнелиус                                   |
| 1970      | тф  | Хоуди                                                 | Howdy                                      |                                                           |
| 1970      | с   | Это Люси (2 эпизода)                                  | Here's Lucy                                | Фредди Фокс / адвокат Ларри                               |
| 1972      | с   | О’Хара, Казначейство США                              | O'Hara, U.S. Treasury                      | Арт Прескотт                                              |
| 1973      | с   | Адам-12                                               | Adam-12                                    | Эйвери Доусон                                             |
| 1979      | с   | Ангелы Чарли                                          | Charlie's Angels                           | Миллс                                                     |
| 1984      | с   | Дюки из Хаззарда                                      | The Dukes of Hazzard                       | Картер Стюарт                                             |
| 1984      | с   | Сент-Элсвер                                           | St. Elsewhere                              | Джонни Барнс                                              |
| 1985      | с   | 227                                                   | 227                                        | Гарольд                                                   |
| 1986      | тф  | Джордж Карлин: Игры с твоим разумом                   | George Carlin: Playin' with Your Head      | Попс                                                      |
| 1986      | с   | Альфред Хичкок представляет                           | Alfred Hitchcock Presents                  | мистер Флетчер                                            |
| 1986      | с   | Все ещё Бивер                                         | Still the Beaver                           | доктор Шредер                                             |
| 1986      | с   | Кто здесь Босс?                                       | Who's the Boss?                            | Ральф                                                     |
| 1987      | с   | Ньюхарт                                               | Newhart                                    | кузен Нед                                                 |